# 皮格岩

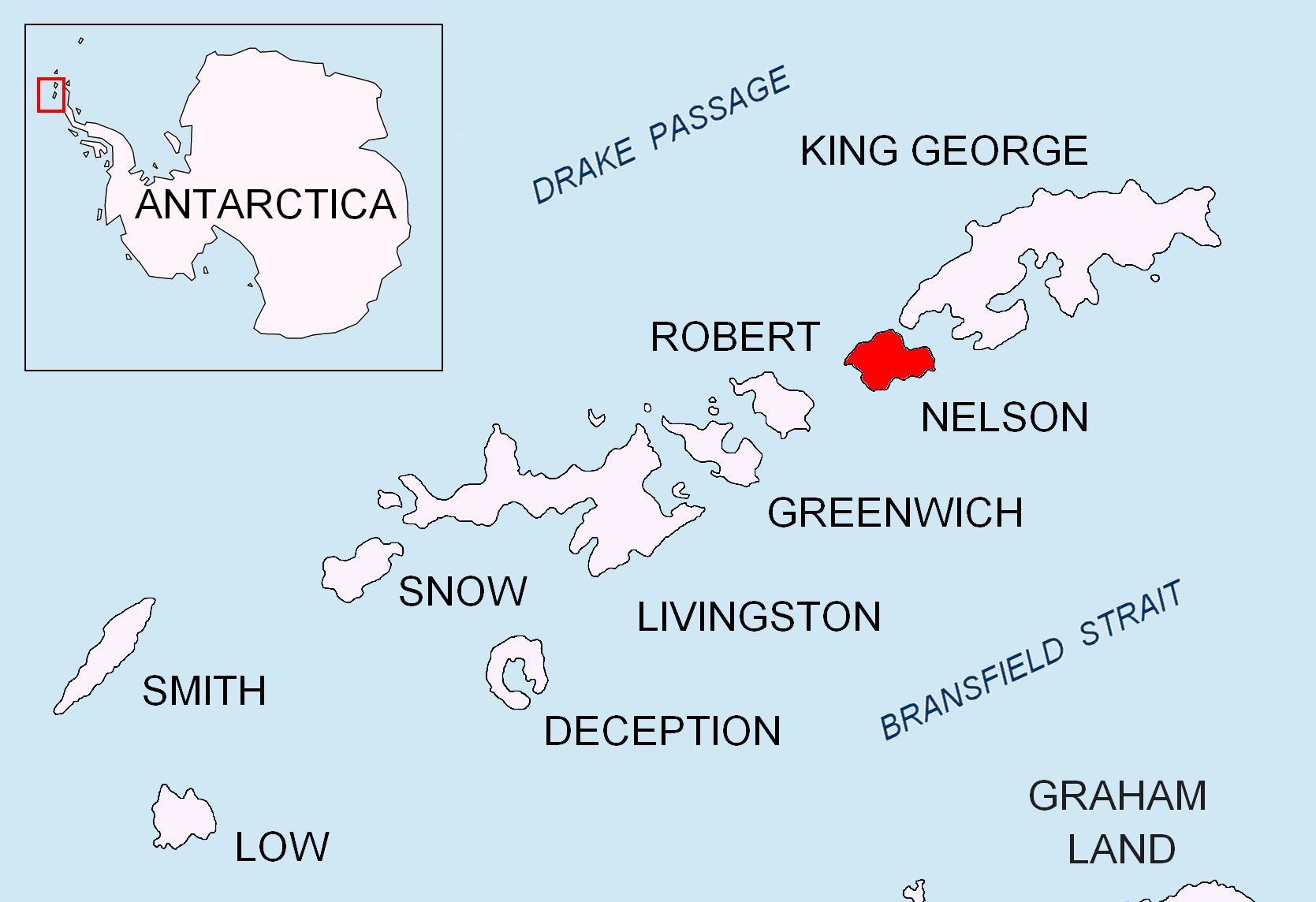

皮格岩（英語：Pig Rock），是南極洲的岩石，位於南設得蘭群島的納爾遜島東面，海拔高度65米，在1935年由英國研究隊繪入地圖和命名，現時由南極條約體系管理。